# 부부마구

부부마구의 위치

부부마구(Buvuma)는 우간다의 구로 행정 중심지는 키타밀로이며 면적은 218.3km2, 인구는 55,300명(2012년 기준)이다. 행정 구역상으로는 중부주에 속한다. 빅토리아호 내에 위치한 섬 지역으로 북쪽으로는 진자구, 동쪽으로는 마유게구, 남쪽으로는 탄자니아, 서쪽과 북서쪽으로는 부이퀘구와 접한다.

## 같이 보기
- 우간다의 행정 구역